# Patikul
Patikul è una municipalità di quarta classe delle Filippine, situata nella Provincia di Sulu, nella Regione Autonoma nel Mindanao Musulmano.
Patikul è formata da 30 baranggay:
- Anuling
- Bakong
- Bangkal
- Bonbon
- Buhanginan (Darayan)
- Bungkaung
- Danag
- Gandasuli
- Igasan
- Kabbon Takas
- Kadday Mampallam
- Kan Ague
- Kaunayan
- Langhub
- Latih

- Liang
- Maligay
- Mauboh
- Pangdanon
- Panglayahan
- Pansul
- Patikul Higad
- Sandah
- Taglibi (Pob.)
- Tandu-Bagua
- Tanum
- Taung
- Timpok
- Tugas
- Umangay